# 8 Dywizjon Przeciwlotniczy

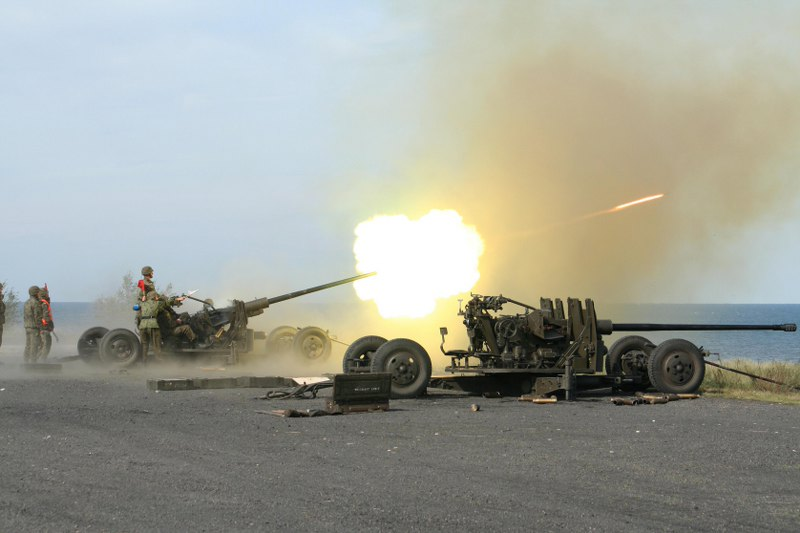
Armata S-60 57 mm

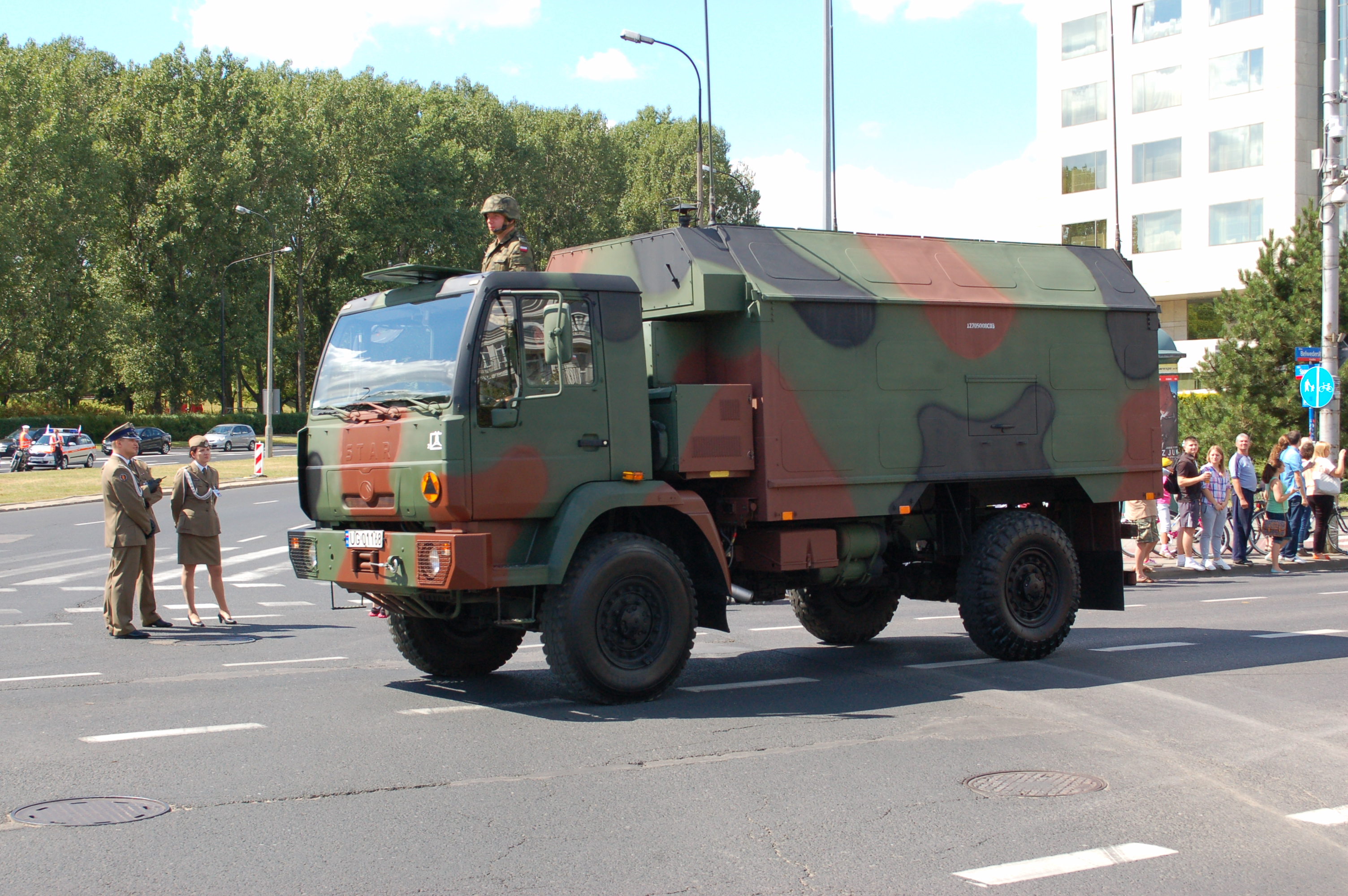
Łowcza 3K

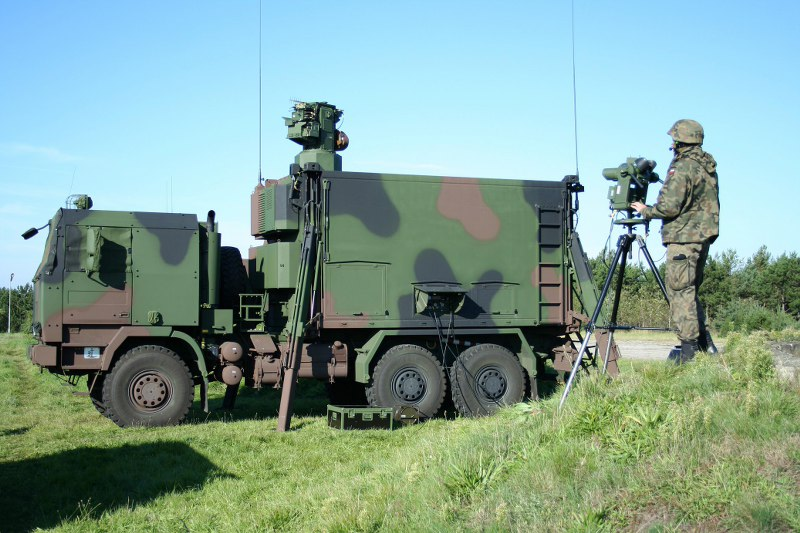
WD-95

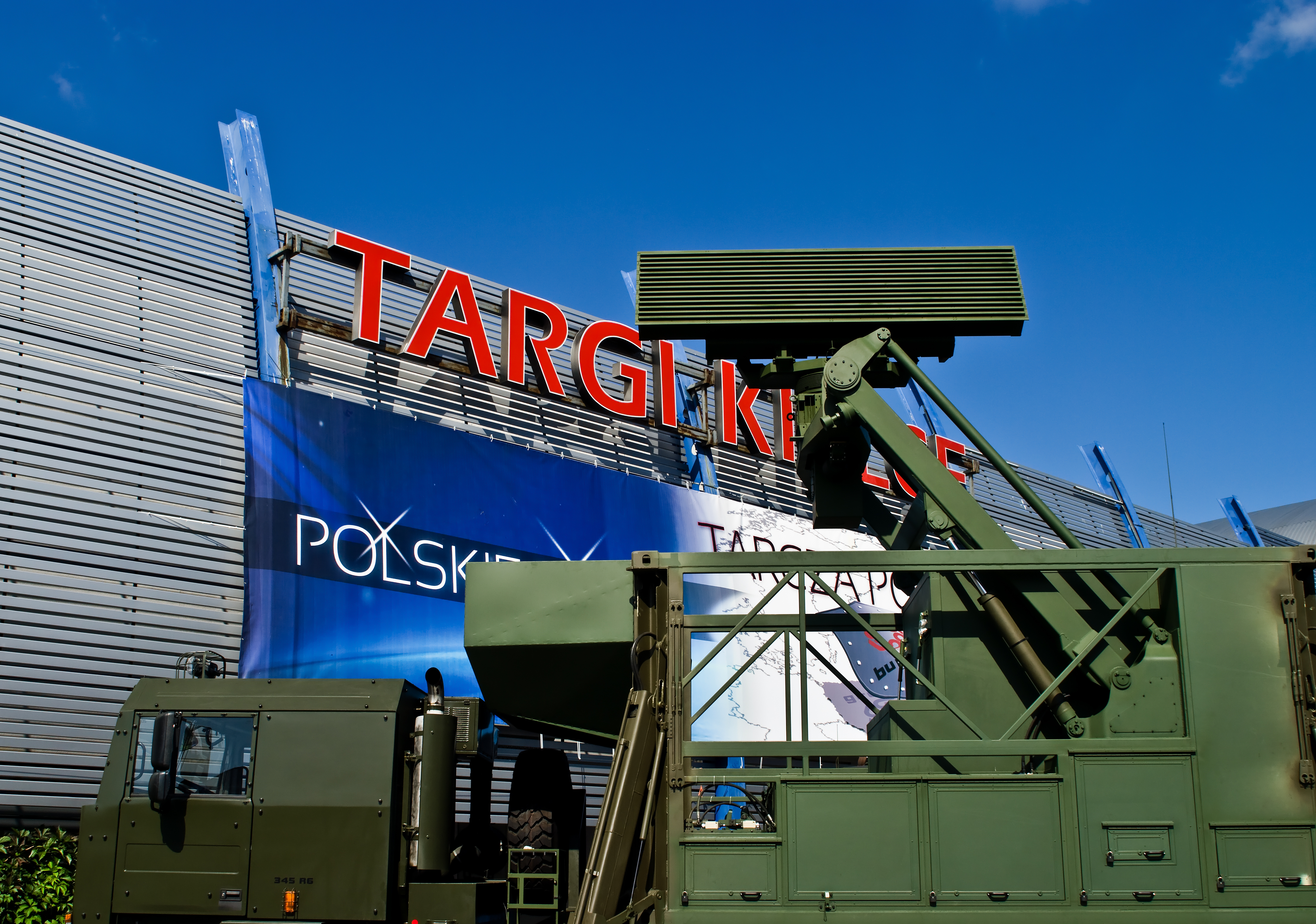
NUR-22-3D

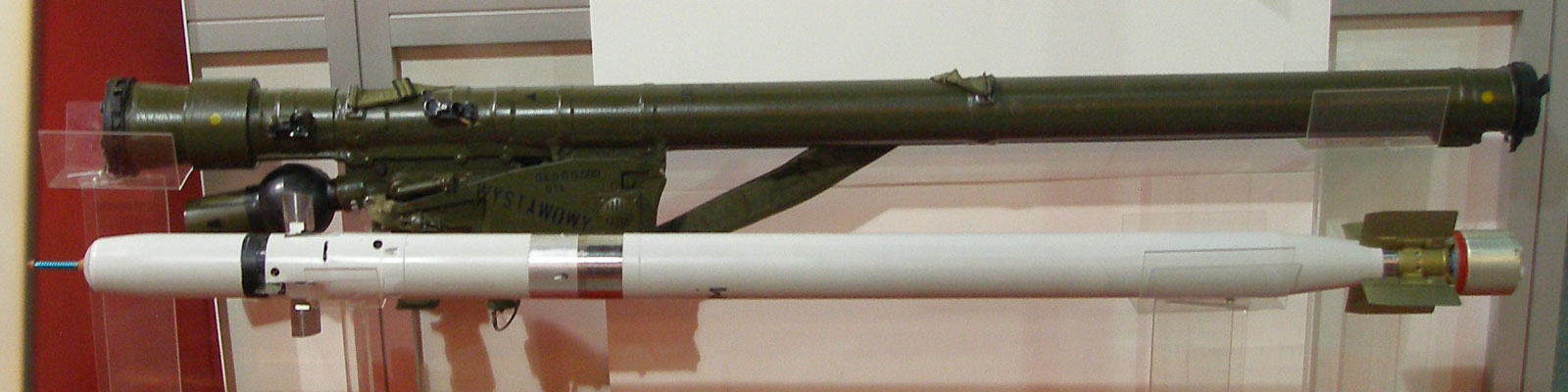
PZR Grom

8 Dywizjon Przeciwlotniczy (8 dplot) – pododdział artylerii przeciwlotniczej Marynarki Wojennej.

## Historia
W 1974 roku sformowany został w Janogrodzie koło Międzyzdrojów 8 Dywizjon Artylerii Przeciwlotniczej. W 1975 roku dywizjon przeszedł swój pierwszy egzamin ze strzelania artyleryjskiego zaliczając go na ocenę dobrą. W 1981 roku dywizjon otrzymał sztandar.
W styczniu 2003 jednostka została przeformowana w 8 Dywizjon Przeciwlotniczy i przeniesiona do Dziwnowa.
Organizacyjnie dywizjon podporządkowany jest 8 Flotylli Obrony Wybrzeża im. wiceadmirała Kazimierza Porębskiego.

Insygnia
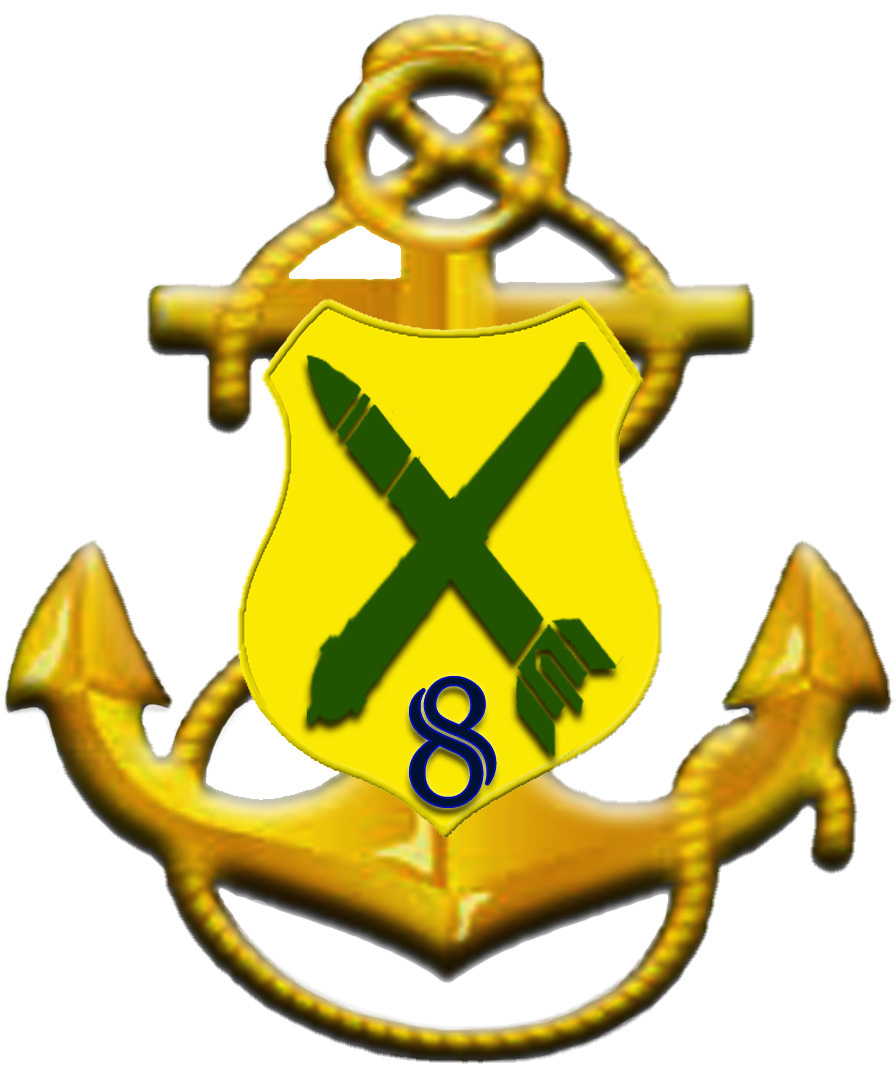
Odznaka pamiątkowa (2014)
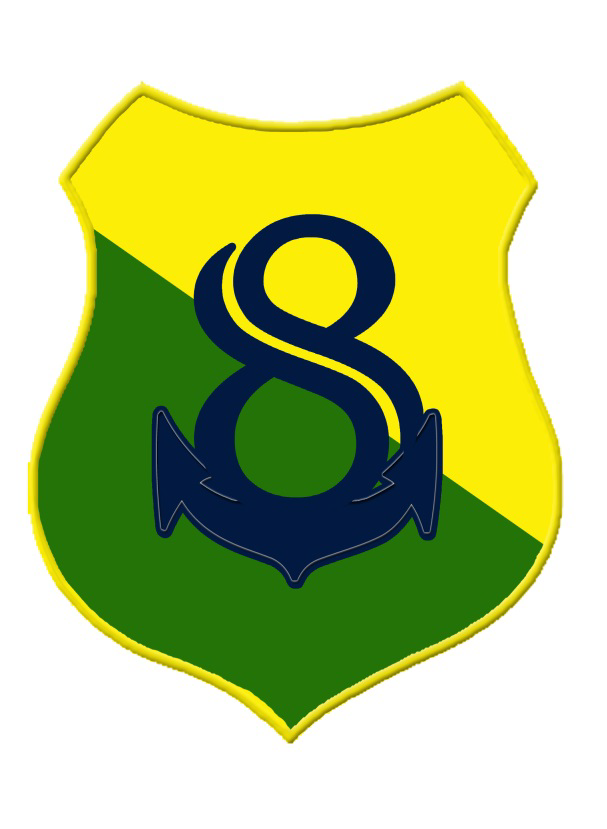
Oznaka rozpoznawcza na mundur wyjściowy (2014)
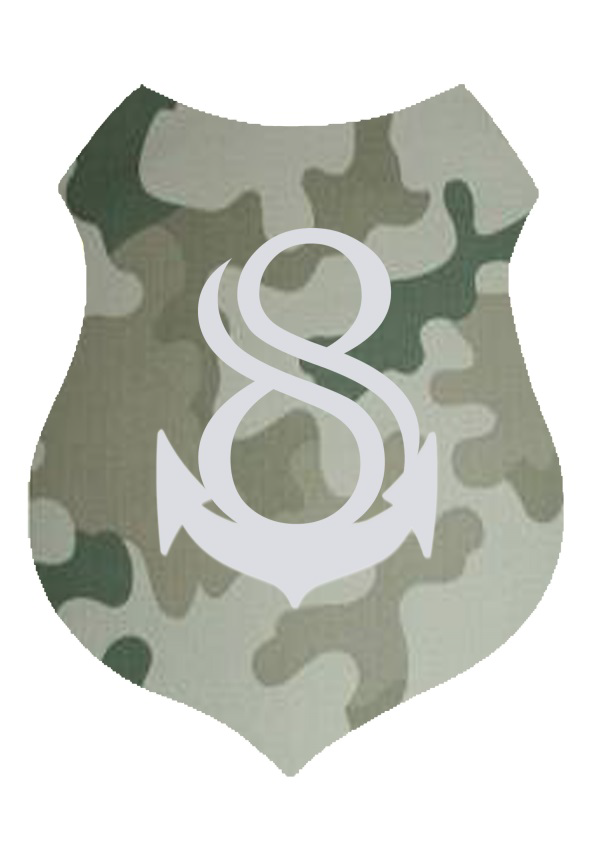
Oznaka rozpoznawcza na mundur polowy (2014)
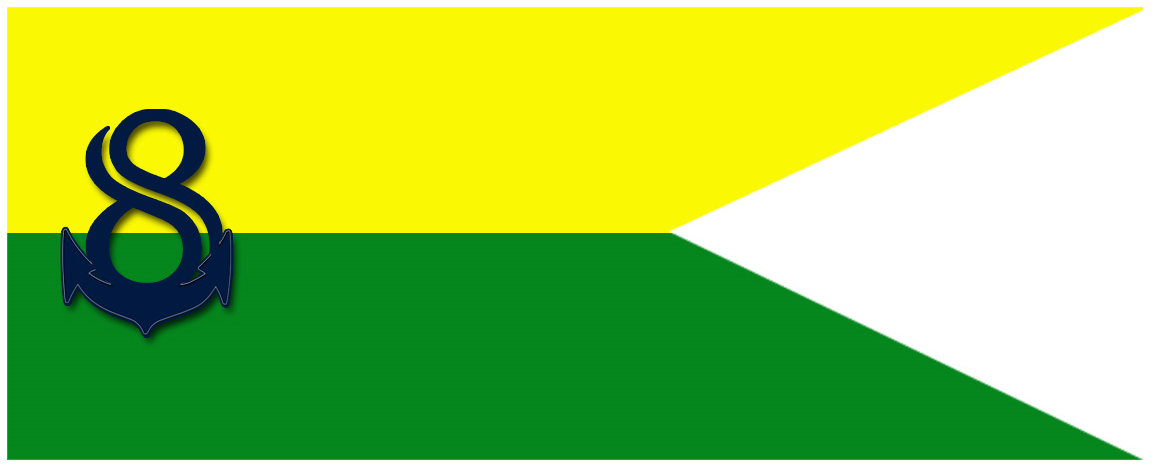
Proporczyk na beret (2014)

## Dowódcy dywizjonu
- kmdr por. Kazimierz Osowski (1974-1984)
- kmdr ppor. Józef Kruk (1984-1986)
- kmdr por. Jerzy Glaza (1986-1991)
- kmdr ppor. Jarosław Słodwiński (1991-1993)
- kmdr por. Mirosław Gorlikowski (1993-2004)
- kmdr por. Piotr Ptasiński (2004 – 15 marca 2010)
- kmdr por. Roman Jadanowski (15 marca 2010 - 15 lutego 2021)
- kmdr por. Lucjan Dyczko (od 15 lutego 2021)

## Struktura
- dowództwo i sztab
- pluton dowodzenia
- kompania zabezpieczenia
- 3 baterie przeciwlotnicze[2]

## Uzbrojenie
- zautomatyzowany wóz dowodzenia dowódcy dywizjonu Łowcza-3 KN
- radiolokacyjne stacje wstępnego poszukiwania NUR-22-N (3D).
- wozy dowodzenia i kierowania ogniem WD-95
- 57 mm przeciwlotnicze armaty S-60 MB
- przenośne zestawy przeciwlotnicze Grom
- zestawy automatyzacji dowodzenia przenośnych przeciwlotniczych zestawów rakietowych REGA-4[3][4]